# Saônelle
La Saônelle est une rivière française qui coule dans les départements de la Haute-Marne et des Vosges, en région Grand Est. C'est un affluent gauche de la Meuse. 

## Géographie
La Saônelle naît dans l'est du département de la Haute-Marne sur le territoire de la commune de Lafauche, à l'est de Prez-sous-Lafauche, située dans les bois et forêts qui couvrent une bonne partie de la région (forêt de la Bouloire) à l'est de Chaumont. 
De 21,8 km de longueur, son cours s'oriente d'emblée vers le nord-est, direction générale que la rivière maintiendra tout au long de son parcours. Ce dernier se déroule d'abord dans la Haute-Marne puis dans le département des Vosges. La rivière baigne successivement les localités de Lafauche, Liffol-le-Petit, Liffol-le-Grand, Villouxel, Pargny-sous-Mureau, Midrevaux, Sionne, Frebécourt et Coussey. Elle conflue avec la Meuse sur le territoire de cette dernière commune, à quelques kilomètres en amont de Domrémy-la-Pucelle.

## Affluents
La Saonnelle a dix tronçons affluents référencés :
- le ruisseau d'Orquevaux,
- le ruisseau d'Orquevaux
- le ruisseau de la Goulotte
- le ruisseau de la Fontaine des Auges
- le ruisseau des Arentolles
- le ruisseau du Brouillard
- le ruisseau du Champ Balance
- le ruisseau de la Fousole
- le ruisseau de Trevau
- le ru du Vau
- le ru de Rorthey

### Rang de Strahler
Donc son rang de Strahler est de deux.

## Hydrologie
La Saônelle est une rivière petite, mais très abondante. Le module de la rivière au confluent de la Meuse vaut 2,31 m3/s pour un petit bassin versant de seulement 134,5 km2. 

### Lame d'eau et débit spécifique
La lame d'eau écoulée dans le bassin est de 542 millimètres, ce qui est élevé, supérieur non seulement à celle de la moyenne de la France, tous bassins confondus, mais aussi comparé aux divers cours d'eau du bassin de la Meuse, déjà généralement assez abondants. Son débit spécifique ou Qsp se monte dès lors à 17,15 litres par seconde et par kilomètre carré.

## Curiosités - Tourisme
- Liffol-le-Grand : ses belles forêts communales traversées par l'ancienne voie romaine Lyon-Trêves, passant par Grand, réputé pour sa mosaïque et son amphithéâtre romain. Visite de l'amphithéâtre de Grand.
- Ruines de l'abbaye de Pargny-sous-Mureau
- Midrevaux : roche des Sarzinnes ou des Fées
- Le ru de Rorthey à Sionne
- Coussey, ses bois, son église Notre-Dame du XIIe siècle avec une des plus belles tours romanes du département des Vosges.
- Non loin de Coussey : Domrémy-la-Pucelle, l'église Saint-Rémy gothique du XVe siècle, où fut baptisée Jeanne d'Arc, et la Basilique du Bois-Chenu ou Basilique Sainte-Jeanne-d'Arc.

## Pêche
La Saônelle est classée cours d'eau de première catégorie sur la totalité de son parcours.